# Dophuchen-Tading
 (juillet 2025).
Si vous disposez d'ouvrages ou d'articles de référence ou si vous connaissez des sites web de qualité traitant du thème abordé ici, merci de compléter l'article en donnant les références utiles à sa vérifiabilité et en les liant à la section « Notes et références ».
 (février 2024).
La circonscription de Dophuchen-Tading est une circonscription qui couvre une partie de l'est du district (dzongkhags) de Samtse au Bhoutan. 
La circonscription est créée à la suite de la transition du royaume du Bhoutan vers une monarchie parlementaire et du début de la démocratie. Les premières élections dans la circonscription ont lieu le 24 mars 2008.

## Historique des députés
| Législature | Législature | Député | Député                 | Groupe parlementaire         |                             |
| ----------- | ----------- | ------ | ---------------------- | ---------------------------- | --------------------------- |
|             | Ire         |        | Thakur S. Powdyel (en) | Parti vertueux du Bhoutan    |                             |
|             | IIe         |        | Tek Bahadur Subba      | Parti démocratique populaire |                             |
|             | IIIe        |        | Loknath Sharma (en)    | Parti de l'unité du Bhoutan  | Parti de l'unité du Bhoutan |

## Historique des élections

### Élections législatives de 2008
| Candidats | Candidats              | Partis                       | Voix  |
| --------- | ---------------------- | ---------------------------- | ----- |
|           | Thakur S. Powdyel (en) | Parti vertueux du Bhoutan    | 5 205 |
|           | Dinanath Dhungyel      | Parti démocratique populaire | 3 294 |
| Total     | Total                  | Total                        | 8 499 |

### Élections législatives de 2013
| Candidat | Candidat               | Partis                       | Premier tour | Premier tour | Second tour | Second tour |
| Candidat | Candidat               | Partis                       | Voix         | %            | Voix        | %           |
| -------- | ---------------------- | ---------------------------- | ------------ | ------------ | ----------- | ----------- |
|          | Tek Bahadur Subba      | Parti démocratique populaire | ?            | ?            | 5 239       | 64,6        |
|          | Thakur S. Powdyel (en) | Parti vertueux du Bhoutan    | ?            | ?            | 2 877       | 35,4        |
| Total    | Total                  | Total                        | ?            | 100          | 11 624      | 100         |

### Élections législatives de 2018
| Candidat | Candidat               | Partis                        | Premier tour | Premier tour | Second tour | Second tour |
| Candidat | Candidat               | Partis                        | Voix         | %            | Voix        | %           |
| -------- | ---------------------- | ----------------------------- | ------------ | ------------ | ----------- | ----------- |
|          | Loknath Sharma (en)    | Parti de l'unité du Bhoutan   | 2 453        | ?            | 5 069       | ?           |
|          | Thakur S. Powdyel (en) | Parti vertueux du Bhoutan     | 2 679        | ?            | 4 532       | ?           |
|          | ?                      | Parti démocratique populaire  | 1 648        | ?            |             |             |
|          | ?                      | Parti de l'égalité du Bhoutan | 958          | ?            |             |             |
| Total    | Total                  | Total                         | 7 738        | 100          | 9 601       | 100         |